# Dead (Young Fathers)
Dead è il primo album in studio del gruppo musicale scozzese Young Fathers, pubblicato nel 2014.

## Tracce
1. No Way – 2:50
2. Low – 3:11
3. Just Another Bullet – 2:37
4. War – 2:50
5. Get Up – 4:06
6. Dip – 3:03
7. Paying – 3:12
8. Mmmh Mmmh – 3:31
9. Hangman – 2:53
10. Am I Not Your Boy – 3:08
11. I've Arrived – 3:23

## Premi
- Premio Mercury (2014)